# Subaugusta
Subaugusta – stacja na linii A metra rzymskiego. Stacja została otwarta w 1980. 